# 포항시장
포항시장(浦項市長)은 경상북도 포항시의 기초지방자치단체장이다. 본 문서는 역대 포항시 시장을 목록으로 정리한 것이다.

## 통합 이전 시장
| 대수 | 이름   | 임기                               |
| ---- | ------ | ---------------------------------- |
| 초대 | 최기봉 | 1949년 8월 14일 ~ 1950년 4월 29일  |
| 2대  | 이정환 | 1950년 5월 1일 ~ 1951년 7월 31일   |
| 3대  | 허흡   | 1951년 9월 19일 ~ 1952년 5월 4일   |
| 4대  | 박일천 | 1952년 5월 5일 ~ 1953년 6월 30일   |
| 5대  | 심상원 | 1953년 8월 30일 ~ 1955년 8월 12일  |
| 6대  | 최준봉 | 1955년 10월 12일 ~ 1959년 7월 1일  |
| 7대  | 김병윤 | 1959년 7월 1일 ~ 1960년 5월 13일   |
| 8대  | 문달식 | 1960년 5월 13일 ~ 1960년 12월 1일  |
| 9대  | 문달식 | 1960년 12월 30일 ~ 1961년 6월 20일 |
| 10대 | 김철순 | 1961년 7월 1일 ~ 1964년 4월 1일    |
| 11대 | 박수대 | 1964년 4월 10일 ~ 1965년 3월 27일  |
| 12대 | 강수성 | 1965년 3월 27일 ~ 1966년 5월 6일   |
| 13대 | 박돈양 | 1966년 5월 13일 ~ 1967년 1월 9일   |
| 14대 | 김한엽 | 1967년 1월 9일 ~ 1967년 11월 15일  |
| 15대 | 배수강 | 1967년 11월 15일 ~ 1969년 8월 8일  |
| 16대 | 김영만 | 1969년 8월 9일 ~ 1970년 9월 4일    |
| 17대 | 이상호 | 1970년 9월 5일 ~ 1971년 8월 20일   |
| 18대 | 김인휴 | 1971년 8월 21일 ~ 1973년 11월 2일  |
| 19대 | 홍순호 | 1973년 11월 3일 ~ 1975년 9월 2일   |
| 20대 | 이승희 | 1975년 9월 3일 ~ 1980년 4월 3일    |
| 21대 | 황귀암 | 1980년 4월 4일 ~ 1981년 6월 30일   |
| 22대 | 정충검 | 1981년 7월 1일 ~ 1983년 4월 13일   |
| 23대 | 황윤기 | 1983년 4월 14일 ~ 1983년 12월 26일 |
| 24대 | 우일현 | 1983년 12월 27일 ~ 1986년 3월 7일  |
| 25대 | 이동진 | 1986년 3월 8일 ~ 1988년 1월 19일   |
| 26대 | 오헌덕 | 1988년 1월 20일 ~ 1989년 9월 10일  |
| 27대 | 고정환 | 1989년 9월 11일 ~ 1991년 1월 9일   |
| 28대 | 김광원 | 1991년 1월 10일 ~ 1991년 7월 15일  |
| 29대 | 양종석 | 1991년 7월 16일 ~ 1993년 3월 15일  |
| 30대 | 이종주 | 1993년 3월 16일 ~ 1994년 3월 9일   |
| 31대 | 김재영 | 1994년 3월 10일 ~ 1994년 9월 30일  |
| 32대 | 김의환 | 1994년 10월 6일 ~ 1994년 12월 31일 |

## 통합 이후 시장
| 대수 | 이름   | 임기                             |
| ---- | ------ | -------------------------------- |
| 초대 | 김의환 | 1995년 1월 1일 ~ 1995년 6월 30일 |
| 2대  | 박기환 | 1995년 7월 1일 ~ 1998년 6월 30일 |
| 3대  | 정장식 | 1998년 7월 1일 ~ 2006년 6월 30일 |
| 5대  | 박승호 | 2006년 7월 1일 ~ 2014년 3월 5일  |
| 7대  | 이강덕 | 2014년 7월 1일 ~ 2026년          |

## 같이 보기
- 포항시장 선거